# Abstraction lyrique
L'abstraction lyrique se réfère à deux mouvements distincts, bien que liés, de la peinture moderne d'après-guerre :
- L'abstraction lyrique européenne, ainsi baptisée par le critique Jean José Marchand et le peintre Georges Mathieu en 1947, dont le courant initial et principal, le tachisme, a été défini à partir de 1951 par les critiques Pierre Guéguen, Charles Estienne et Michel Tapié, qui inclura ces deux notions dans l'art informel en 1952.
- L'abstraction lyrique américaine, un mouvement décrit en 1969 par Larry Aldrich (en), fondateur de l'Aldrich Contemporary Art Museum (en) à Ridgefield Connecticut.

## Origines de l'abstraction lyrique
Dès 1910, Kandinsky montre une tendance à l'expression directe de l'émotion individuelle,une liberté[évasif], d'abord dans ses « improvisations » figuratives, puis sous une forme abstraite à partir de 1912. Mais il s'en éloigne dès son retour en Russie. 
En 1918-1919, Alberto Magnelli célèbre la fin de la première guerre mondiale, par une série de 25 toiles, qu'il appelle explosion lyrique,, dans laquelle il exprime une énergie renouvelée par sa découverte, à Paris, de l’art africain, et où corps et paysage se mêlent dans un éclatement de couleurs.
C'est avec Hans Hartung que la volonté d'expression pure et libre s'affirme de nouveau, avec ses premiers dessins et aquarelles (1920-1922), puis, dès 1925-1927, avec Joan Miró. Miró détestait les théories sur l'art et il se tenait toujours en marge des courants quels qu'ils soient. Dès 1925, il développe de surprenantes recherches plastiques dans divers sens, avec une profusion de symboles qui font de lui le précurseur du lyrisme abstrait contemporain.
Selon Jacques Dupin :
« Miró a abouti, vingt ans avant Pollock, à la création d'un espace extrêmement suggestif par la confusion de la texture et de la structure, qui ouvrira une voie scandaleusement nouvelle à la génération qui suit. »
Selon James Thrall Soby : 
« il suffit de citer les noms de Pollock (dans les années 1938-46), Rothko, Gottlieb, Motherwell, Rauschenberg pour les États-Unis, et de Tàpies, Saura, Alechinsky et bien d'autres en Europe, pour constater que les germes lancés par Miró n'ont pas été dispersés en vain. »

## Abstraction lyrique européenne

### Définition
L'abstraction lyrique est une expression employée pour désigner, en opposition à l'abstraction géométrique, ou au constructivisme, une tendance à l'expression directe de l'émotion individuelle qui est rattachée à l'art informel développé à Paris après la Seconde Guerre mondiale. Une polémique oppose les tenants de l'abstraction géométrique, dite « froide », à ceux de l'abstraction lyrique « chaude ».  
L’expression « abstraction lyrique » est employée pour la première fois par Jean José Marchand et le peintre Georges Mathieu lors de l'exposition organisée, en décembre 1947, à la galerie du Luxembourg avec Wols, Bryen, Hartung, Mathieu, Riopelle, Atlan, Ubac, Arp, à laquelle Mathieu voulait donner le titre « Vers l’abstraction lyrique », titre auquel la directrice de la galerie préféra « L'Imaginaire ».

« On peut y rattacher, à plus ou moins juste titre, la démarche amorphique de l'art informel, l'expression calligraphique, de la peinture gestuelle, et surtout, en tenant compte d'une certaine vulgarisation, la grande vague du tachisme qui a déferlé en 1954. »

### Contexte
Après la Seconde Guerre mondiale, certains critiques d'art s'emparent d'un nouveau courant abstrait, afin de préserver — et relancer, après quatre ans d'occupation nazie — le blason de modernité d'un Paris qui depuis la fin du XVIIe siècle a occupé le rang de capitale des arts. Par ailleurs, à partir de 1947, on assiste à une compétition entre Paris et la nouvelle école de peinture américaine née à New York (Jackson Pollock depuis 1946, Willem de Kooning depuis 1952…), qui sera suivie au début des années 1950 et jusqu'en 1964, par le lancement d'une virulente campagne de promotion culturelle par les autorités et la critique américaines.
Dès la Libération de Paris mi-1944, se tiennent de nombreuses expositions des artistes de cette nouvelle tendance, d'abord dans des galeries d'art privées, telles la galerie Jeanne Bucher avec Nicolas de Staël en 1944, la galerie René Drouin avec Jean Dubuffet en 1944, Jean Le Moal, Gustave Singier, Alfred Manessier, Tal-Coat et Jean Fautrier en 1945, la galerie Louise Leiris avec André Masson en 1945, la galerie Rive gauche avec Henri Michaux en 1946 ou encore la galerie Conti avec Pierre Soulages et Gérard Schneider en 1947 ; puis dans les salons de peinture, tels le Salon des surindépendants, où l'on peut voir Wols et Bryen dès 1945 ; le Salon de Mai, créé en 1943 ou le Salon des réalités nouvelles, créé en 1946.
Les artistes de l'abstraction lyrique appliquent en quelque sorte les leçons de Kandinsky (considéré comme un des pères de l'abstraction), mais aussi de Hartung et de Miró. L'abstraction géométrique expose des figures géométriques connues et reconnues : un carré, une ligne. L'abstraction lyrique est vécue comme une ouverture à l'expression personnelle de l'artiste, en opposition à l'abstraction géométrique, ou constructiviste.

### Naissance de l'abstraction lyrique
L'exposition de décembre 1947, « L'imaginaire », est suivie par celle de 1948, « HWPSMTB », chez Colette Allendy (avec Hartung, Wols, Picabia, Stahly, Mathieu, Tapié, Bryen). L'exposition « White & black » de la galerie des Deux-Îles présentera également Hartung, Wols, Arp, Tapié, Picabia, Ubac et Germain en 1948.
L'abstraction lyrique regroupe à l'origine des artistes qui évoluent vers le langage abstrait suivant une écriture gestuelle, qui dès avant la guerre s'était glissée entre l'esprit dada et l'esprit surréaliste chez Hans Hartung (1922) et Camille Bryen (1936), puis qui débouche pendant (Wols) et après celle-ci sur de nouveaux procédés de liberté plastique, allant de la projection linéaire des couleurs sur la toile jusqu'à leur brossage plus ou moins ample, notamment chez Georges Mathieu, Louis Van Lint, Jean-Paul Riopelle, André Masson, Nicolas de Stael, Pierre Soulages, Gérard Schneider, Wanda Davanzo, Jean Degottex, René Duvillier, Jean Messagier, Zao Wou-Ki, Endre Rozsda, Simon Hantaï, Tal-Coat, Olivier Debré, Georges Hot.
En novembre 1949 se tient à la Perspectives Gallery de New York une exposition de Mathieu, Fautrier, Michaux, Ubac et Wols, puis, en mars 1951, la grande exposition « Véhémences confrontées » chez Nina Dausset où sont présentées pour la première fois côte à côte des toiles d'artistes abstraits européens et américains (Bryen, Capogrossi, De Kooning, Hartung, Mathieu, Piers, Pollock, Riopelle, Russel, Wols). Cette manifestation est organisée par Michel Tapié, dont le rôle de défenseur de ce courant, qu'il inclura dans l'art informel, est de la plus haute importance.

### Vers le tachisme
Le terme « tachisme », qui a d'abord été employé péjorativement par le critique Pierre Guéguen en 1951, a été réutilisé en novembre 1952 sur l'initiative du critique Michel Tapié dans son ouvrage Un art autre pour désigner le style de peinture rattaché au courant initial de l'abstraction lyrique utilisé par exemple par Georges Mathieu, puis en 1954 par le critique Charles Estienne, pour définir notamment le travail de Hartung, Riopelle et Soulages, ainsi que dans son ouvrage L'Art à Paris 1945-1966. Ce courant correspond à l'Action painting (parfois nommé «peinture gestuelle») américaine, également théorisée en 1952 par le critique Harold Rosenberg dans son article « American Action Painters », publié en décembre 1952 dans la revue ARTnews, et en particulier, à la technique utilisée par le peintre expressionniste abstrait Jackson Pollock.

### Artistes associés
On associe à l'abstraction lyrique certains des principaux artistes de la tendance non figurative de la nouvelle école de Paris, tels que Jean Bazaine, Alfred Manessier ou Jean Le Moal, qui avaient participé en 1941 à l'exposition « Vingt jeunes peintres de tradition française » en se réclamant d'une non-figuration violemment colorée marquée par la tradition religieuse romane (vitrail), avant d'être censurés en 1942, et même jusqu'à leurs contemporains adeptes d'une abstraction allusive plus géométrique tels Maria Helena Vieira da Silva (tenante du paysagisme abstrait) ou d'une abstraction kinétique murale telle Fahrelnissa Zeid. Certains d'entre eux évoluèrent en effet vers un style plus « lyrique », au même titre que certains artistes du mouvement de la Jeune Peinture belge fondé en 1945, tels que Louis Van Lint, etc.
Ce fut toutefois un règne assez court, supplanté dès fin 1957 par le nouveau réalisme de Pierre Restany et d'Yves Klein. 
Les autres membres les plus connus sont Serge Poliakoff, Roger Bissière, Maurice Estève, Antoine Mortier, Bélasco, François Baron-Renouard, Huguette Arthur Bertrand, Pierre Fichet, Oscar Gauthier, Elvire Jan, Marinette Mathieu ou Chu Teh-Chun.
Une exposition intitulée « L'envolée lyrique, Paris 1945-1956 », rassemblant les œuvres de soixante peintres, fut présentée à Paris au musée du Luxembourg (Sénat) en 2006.
Une résurgence de ce mouvement voit le jour au début des années 1970 avec une génération d'artistes nés pendant ou juste après la Seconde Guerre mondiale, parmi lesquels : Paul Kallos, Georges Romathier et Thibaut de Reimpré.
En 1996, une exposition commémorant le 50e Anniversaire de l'École de Paris, met en évidence tout l'héritage et les liens entre les artistes d'avant-guerre et ceux qui ont continué jusqu'à la fin du 20e siècle .

## Abstraction lyrique américaine
L'abstraction lyrique américaine est un mouvement, lié à l'expressionnisme abstrait et au tachisme européen, qui est apparu dans les années 1960–1970 à New York, Los Angeles, Washington, puis Toronto et Londres. Il se caractérise également par une expression plus libre, spontanée, intuitive, un espace illusionniste, l'emploi de l'acrylique et d'autres techniques picturales plus récentes, en réaction aux courants alors dominants du formalisme, de l'abstraction géométrique, du minimalisme, de l'art conceptuel et du Pop Art. Beaucoup de ses artistes étaient précédemment minimalistes et avaient utilisé un style monochromatique et géométrique. L'abstraction lyrique cherche à produire une expérience sensorielle par la monumentalité et la couleur et à apporter plus de lyrisme, de sensualité et de romantisme à l'abstraction, afin de revigorer la tradition picturale dans l'art américain et de rétablir la primauté de la ligne et de la couleur comme éléments formels, dans des œuvres composées selon des principes esthétiques, plutôt que comme des représentations visuelles de réalités socio-politiques ou de théories philosophiques.
Le mouvement a été décrit en 1969 par Larry Aldrich, fondateur de l'Aldrich Contemporary Art Museum à Ridgefield Connecticut.  
En 1993, une exposition du Sheldon Museum of Art intitulée « Lyrical Abstraction: Color and Mood » présenta des œuvres de Dan Christensen, Walter Darby Bannard, Ronald Davis, Helen Frankenthaler, Sam Francis, Cleve Gray, Ronnie Landfield, Morris Louis, Jules Olitski, Robert Natkin, William Pettet, Mark Rothko, Lawrence Stafford, Peter Young et plusieurs autres peintres. En 2009, le Boca Raton Museum of Art de Floride, organisa une autre exposition sur ce mouvement avec Natvar Bhavsar, Stanley Boxer, Lamar Briggs, Dan Christensen, David Diao, Friedel Dzubas, Sam Francis, Dorothy Gillespie, Cleve Gray, Paul Jenkins, Ronnie Landfield, Pat Lipsky, Joan Mitchell, Robert Natkin, Jules Olitski, Larry Poons, Garry Rich, John Seery, Jeff Way et Larry Zox.

## Artistes

### Abstraction lyrique européenne
- Joaquin Ferrer
- Angel Alonso
- François Baron-Renouard
- Huguette Arthur Bertrand
- Jean-Michel Atlan
- Julius Baltazar
- Martin Barré
- Jean Bazaine
- Endre Rozsda
- Jean-Claude Bédard
- Bélasco
- Anna-Eva Bergman
- Roger Bissière
- Albert Bitran
- Bohumír Bocian
- Francis Bott
- Camille Bryen
- Michel Carrade
- Teh-Chun Chu
- Jean-Michel Coulon
- Wanda Davanzo
- Olivier Debré
- Jean Degottex
- Paul Dirmeikis
- Pierre Dmitrienko
- Jacques Doucet
- Franck Duminil
- Natalia Dumitresco
- Marcel Dumont
- René Duvillier
- Maurice Estève
- Jean Fautrier
- Pierre Fichet
- Sam Francis
- Oscar Gauthier
- Claude Georges
- Jacques Germain
- Roger-Edgar Gillet
- Gérard Gosselin
- Laurence Granger
- James Guitet
- Marc-Antoine Goulard
- Simon Hantaï
- Hans Hartung
- Philippe Hosiasson
- Georges Hot
- Alexandre Istrati
- Pierre Jaouën
- Elvire Jan
- Laurent Jiménez-Balaguer
- Antoni Karwowski
- John-Franklin Koenig
- Ferdinand Kulmer
- Jean Labellie
- Joseph Lacasse
- Pierre-César Lagage
- Jeanne Laganne
- André Lanskoy
- René Laubies
- Jean Le Moal
- Philippe Lepatre
- Denise Lioté
- Marcelle Loubchansky
- David Malkin
- Alfred Manessier
- René Marcil
- André Marfaing
- Georges Mathieu
- Melito
- Jean Messagier
- Jean Miotte
- Jan Meyer
- Joan Miró
- Henri Michaux
- Guy de Montlaur
- Antoine Mortier
- Edo Murtić
- Jean Neuberth
- Alexandre Orloff
- Noël Pasquier
- Serge Poliakoff
- Mig Quinet
- Marie Raymond
- Hans Reichel
- Jean-Paul Riopelle
- Georges Romathier
- Jacques Roumégoux
- Greta Saur/Sauer
- Antonio Saura
- Gérard Schneider
- Joseph Sima
- Gustave Singier
- Pierre Soulages
- Waldemar Smolarek
- Nicolas de Staël
- Árpád Szenes
- Yasse Tabuchi
- Pierre Tal-Coat
- Mariette Teisserenc
- Pierre Terbois
- Gustave Tiffoche
- Kristine Tissier
- Roger Tolmer
- Raoul Ubac
- Louis Van Lint
- Bram van Velde
- Maria Helena Vieira da Silva
- Guy de Vogüé
- Wang Yan Cheng
- Pierre Wemaëre
- François Willi Wendt
- Wols
- Léon Zack
- Zao Wou-Ki
- Fahrelnissa Zeid
- Isabelle Zeltner-Salamin
- Jacques Zimmermann

- Georges Charaire

### Abstraction lyrique américaine
- Mark Rothko
- Morris Louis
- Sam Francis
- Paul Jenkins
- Joan Mitchell
- Dan Christensen
- Larry Poons
- Ronnie Landfield
- John Hoyland
- John Seery
- Oscar Chelimsky
- Jean Weinbaum